# Aleksiej Spiridonow (polityk)
Aleksiej Michajłowicz Spiridonow (ros. Алексей Михайлович Спиридонов, ur. 17 marca 1909 we wsi Niżniaja Siniaczicha w guberni permskiej, zm. 6 września 1988 w Nowosybirsku) – radziecki polityk, zastępca przewodniczącego Komitetu Wykonawczego Rady Obwodowej w Nowosybirsku (1958-1968), członek Centralnej Komisji Rewizyjnej KPZR (1952-1961).
1928-1929 w wojskach OGPU, od 1929 w WKP(b), 1930-1931 przewodniczący komuny rolniczej k. Niżnego Tagiłu. Od kwietnia 1931 do marca 1934 tokarz, zastępca szefa warsztatu metalurgicznego, przewodniczący komitetu fabrycznego, kierownik sektora rolniczego komitetu fabryki metalurgicznej, od marca 1934 do stycznia 1936 zastępca pełnomocnika rejonowego komitetu ds. przygotowywania produktów rolnych przy Radzie Komisarzy Ludowych ZSRR w obwodzie swierdłowskim, 1936-1937 słuchacz Centralnych Kursów przy Radzie Komisarzy Ludowych ZSRR. Od stycznia do listopada 1937 pełnomocnik komitetu ds. przygotowywania produktów rolnych przy Radzie Komisarzy Ludowych ZSRR w Kraju Dalekowschodnim, od listopada 1937 do lipca 1939 I sekretarz Tambowskiego Komitetu Rejonowego WKP(b) w Kraju Dalekowschodnim, od lipca 1939 do października 1940 zastępca przewodniczącego Komitetu Wykonawczego Chabarowskiej Rady Krajowej. Od 21 czerwca 1940 do 8 grudnia 1943 I sekretarz Sachalińskiego Komitetu Obwodowego WKP(b), od października 1943 do grudnia 1947 I sekretarz Amurskiego Komitetu Obwodowego WKP(b). Od grudnia 1947 do 1950 słuchacz Wyższej Szkoły Partyjnej przy KC WKP(b), 1950-1950 w aparacie KC WKP(b), od 4 października 1951 do 28 grudnia 1957 I sekretarz Maryjskiego Komitetu Obwodowego WKP(b)/KPZR. Od 14 października 1952 do 17 października 1961 członek Centralnej Komisji Rewizyjnej KPZR, od listopada 1958 do lutego 1968 zastępca przewodniczącego Komitetu Wykonawczego Rady Obwodowej w Nowosybirsku, od lutego 1968 do stycznia 1980 przewodniczący Nowosybirskiego Komitetu Obwodowego Kontroli Ludowej, następnie na emeryturze. Odznaczony trzema Orderami Czerwonego Sztandaru Pracy (1942, 1966 i 1971) i Orderem Przyjaźni Narodów (16 marca 1979).